# ロキシー (ファッション)

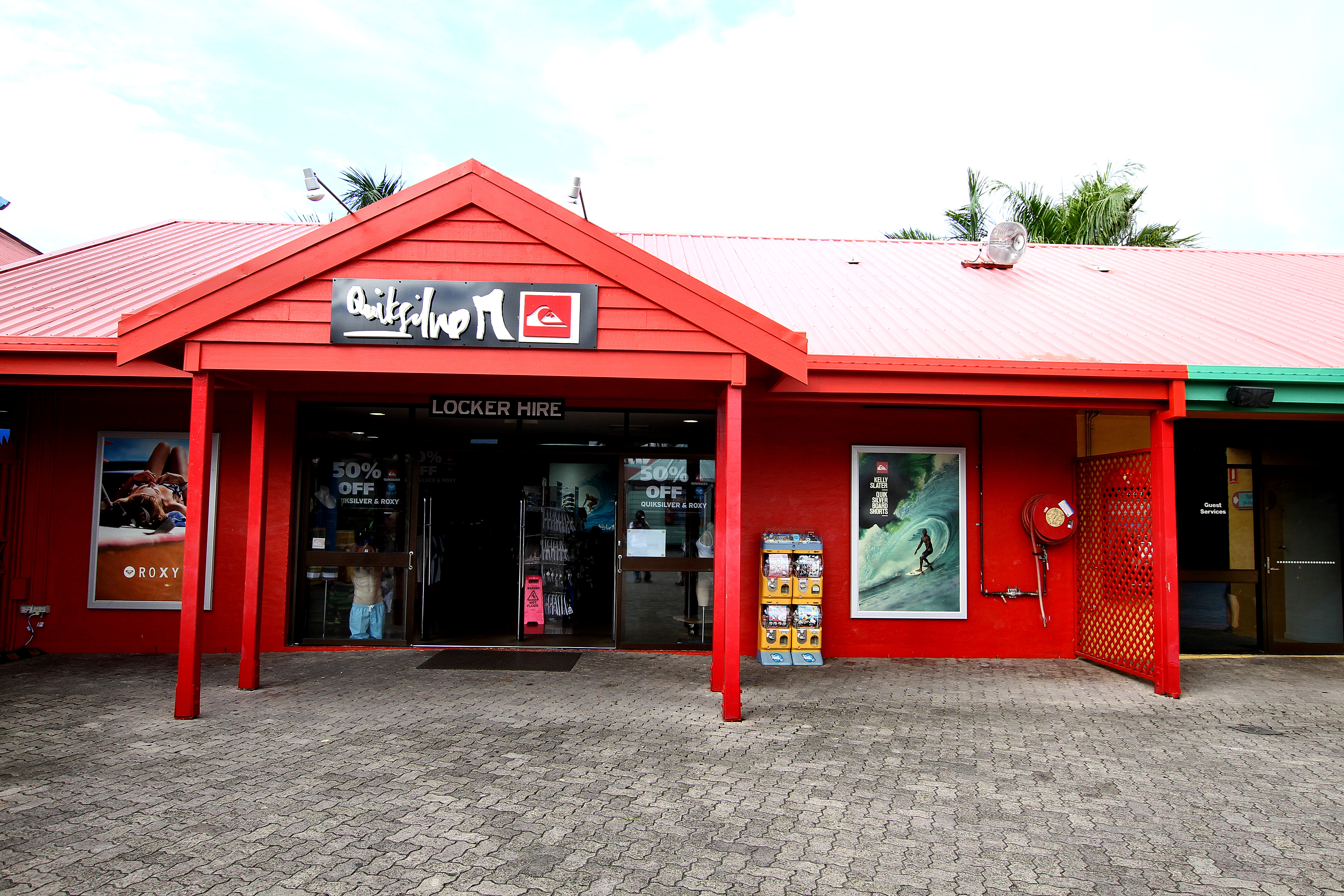
クイックシルバー オーストラリア店
画像左側にROXYのポスターがある

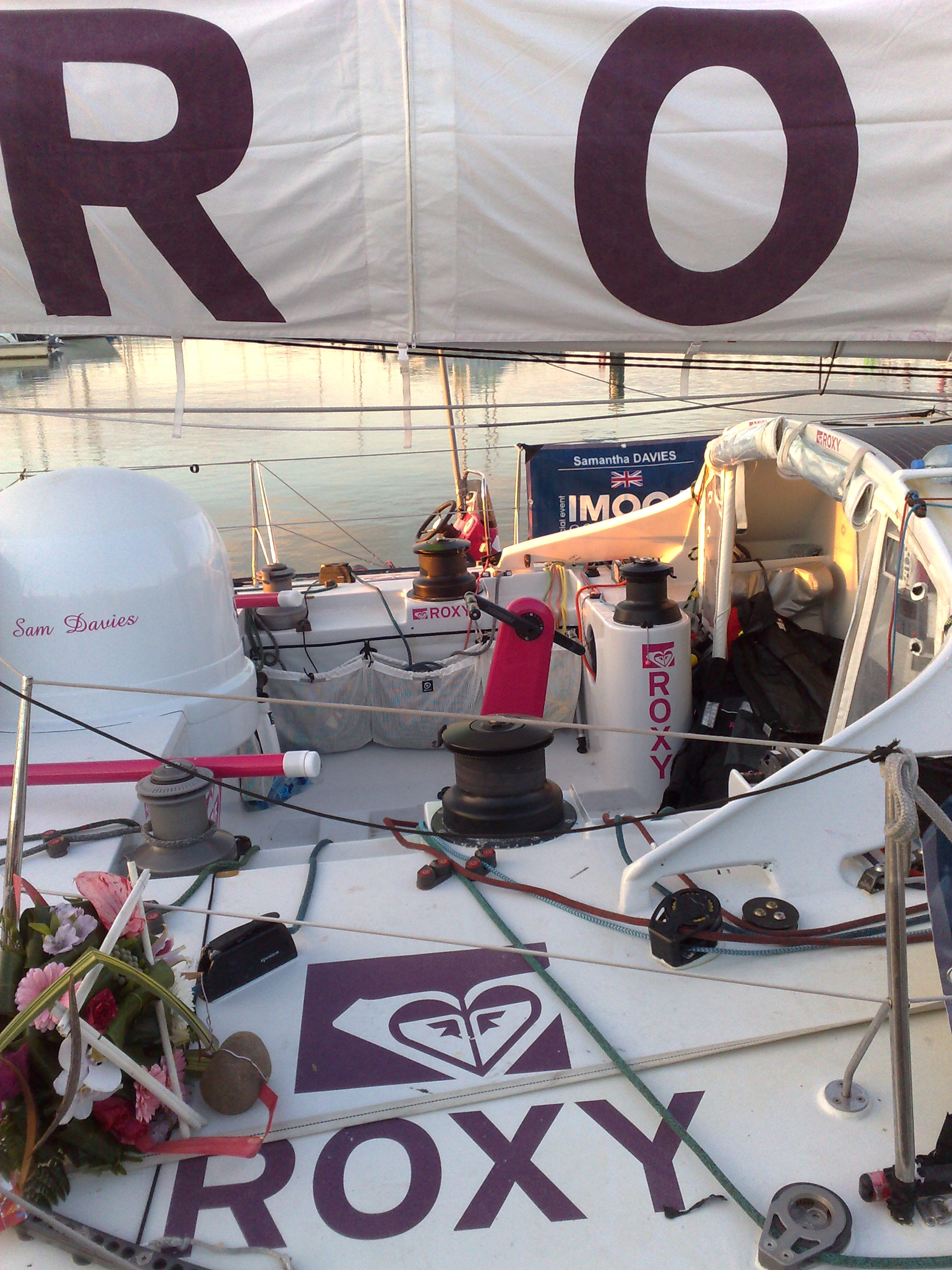
第6回ヴァンデ・グローブ世界一周ヨットレース
ROXYブランドマークで参加

ロキシー (英: ROXY) は1990年にクイックシルバーにより立ち上げられたレディースブランドであり、1993年からクイックシルバーのマークを向かい合わせに並べた形に由来するブランドマークを使うようになった。
主に海や雪山に関連するスポーツウェアを開発しているが、通常の服や子供服、グッズも販売するようになった。
日本では、クイックシルバーストア各店、大手スポーツチェーン、ムラサキスポーツ等の小売店で購入できる。2019年5月にブランドストアROXY TOKYOがオープンした。